# 軍司眞人
軍司 眞人（ぐんじ まさと、1966年3月1日 - ）は、日本の俳優。東京都出身。所属事務所はLIGAMENT（リガメント）。身長190cm、体重85kg、血液型はA型。特技はアクション、殺陣。

## 人物
- 趣味はドラム、ギター、キーボード、ボディビル、野球。
- かつては、オフィスランク、アース・ピクチャーズ、スピカエージェンシーに所属していた。

## 出演作品

### テレビドラマ
- 昭和のチャンプ たこ八郎物語（1990年3月5日、TBSテレビ）
- 千代の富士物語（1991年、関西テレビ）
- 千代の富士物語 青春編（1992年、関西テレビ）
- 不思議サスペンス 睡眠王（1992年8月24日、関西テレビ）
- 世にも奇妙な物語 冬の特別編「ロンドンは作られていない」（1992年12月30日、フジテレビ）
- 三婆'93（1993年1月3日、テレビ東京）
- メタルヒーローシリーズ
  - 特捜ロボ ジャンパーソン 第14話（1993年5月2日、テレビ朝日） - ロボット U2
  - ブルースワット（1994年 - 1995年、テレビ朝日）
- 花の乱 第21回 - 最終回（1994年、NHK大河ドラマ）
- 金曜エンタテイメント / 犬神家の一族（1994年10月7日、フジテレビ）
- 宝引の辰捕者帳（1995年、NHK金曜時代劇）
- ひまわり（1996年、NHK連続テレビ小説） - 天王寺勝照
- お天気お姉さん 第2話（1997年、テレビ朝日）
- 新・半七捕物帳（1997年、NHK金曜時代劇）
- おんなは全力疾走!（1997年、NHKドラマ新銀河） - 河合
- ウルトラマンダイナ 第49話（1998年8月15日、毎日放送）
- 板橋マダムス（1998年、フジテレビ）
- 元禄繚乱 第6回（1999年、NHK大河ドラマ） - 川上権右衛門
- サラリーマン金太郎2 第1話（2000年4月9日、TBSテレビ）
- 天気予報の恋人 第10話（2000年、フジテレビ）
- 深く潜れ〜八犬伝2001〜 第9話（2000年、NHK）
- 仮面ライダークウガ（2000年 - 2001年、テレビ朝日） - ゴ・ガドル・バ
- 月曜ミステリー劇場 / ひまわりさん〜遺失物係を命ず2「七年前に別れた妻が突然現われた!」（2005年7月25日、TBSテレビ）
- 天国の樹 第7話 - 第12話（2006年、ソウル放送・BSフジ・フジテレビ）
- スミレ16歳!! 第3話 - 第4話（2008年、BSフジ）
- 33分探偵 第8話（2008年、フジテレビ） - ラーメン屋店長
- 桜田門外の変〜ある暗殺者の記録（NHK）

### 映画
- はいからさんが通る（東映）
- 凶銃ルガーP08（1994年1月29日、ヒーロー） - ヤクザのボス
- 青空に一番近い場所（1994年10月15日、東宝）
- 哭きの竜（1995年6月17日、アドバPR） - テツ
- Zero WOMAN 警視庁0課の女（1995年1月21日、ギャガ・コミュニケーションズ）
- MUSASHI 外伝 ヤングムサシの秘密に迫る（1996年11月30日、イーハーフィルムズ/プロダクションT&N） - 斑
- 修羅がゆく7 四国烈死篇（1998年、Knack）
- 蘇える金狼（1998年2月21日、ギャガ・コミュニケーションズ） - 月島勝
- 極道血風録 無頼の紋章（2000年1月7日、大映） - 政
- GUN CRAZY 裏切りの挽歌 BEYOND THE LOW（2002年、キュームービー・巴里映画）
- 星に語りて～Starry Sky～（2018年3月5日、きょうされん） - 山崎昌茂

### Vシネマ
- ボディガード牙（1993年6月25日、JSDSS）
- 新書ワル Vol.2 挑戦篇（1993年8月27日、タキコーポレーション）
- 銀玉命!銀次郎（1993年11月26日、タキコーポレーション）
- デカ玉金助三郎（1994年3月4日、にっかつビデオ）
- ORDER（1994年）
- 淫獣学園〜色魔界の逆襲〜（1995年2月24日、大映）
- 麻雀飛翔伝 哭きの竜（1995年7月26日、竹書房・アミューズビデオ） - テツ
- KNIFE - ナイフ（1996年12月6日、日本ソフトシステム）
- 新・男樹（1997年・2000年、ミュージアム） - 岩上
  - 新・男樹（1997年8月21日）
  - 新・男樹2（1997年12月21日）
  - 新・男樹 完結編（2000年3月11日）
- ざけんなよ!（1998年3月21日、ミュージアム） - 安藤正樹
- 報復攻撃 美しき殺人者（1998年8月21日、徳間ジャパンコミュニケーションズ）
- BE-BOP-HIGHSCHOOL 頂上作戦・不良狩り篇（1998年11月13日、東映ビデオ）
- 日本極道史 仁義絶叫3 仁義関東嵐（1999年9月21日、シネマパラダイス・松竹ホームビデオ） - リー（上海グループの頭）
- 新・ヤンママトラッカー けじめつけます（2000年4月21日、ミュージアム） - オオヤマ（あやたろうまるの大将）
- 湾岸闇仕事師YUKA（2000年5月21日、ミュージアム）
- Shout of the Soul〜龍王・獣たちの掟〜（2002年8月25日、ミュージアム） - 任俊易（王彪の手下）
- 真・雀鬼13 闇のプロフェッショナル（2002年11月15日、竹書房） - 杉田（宗方の護衛）
- 龍王 獣たちの掟（2002年）
- 新・広島やくざ戦争 武闘派列伝 伝説の広島極道 山上功治の生涯（2002年） - 朝鮮連合 パク
- 闇金の帝王（2007年）
- 極道黙示録
- 極道天下布武（2017年） - 安芸 毛利屋一家 毛利屋隆元
- 制覇8（2016年） - 姫路 葛西組若頭補佐 中谷晋平
- 日本統一18-（2016年-） - 丸神連合水神会理事長 沖田組組長→二代目丸神会理事長二代目水神会会長 沖田学
- 頂点(てっぺん)2（2017年）
- CONFLICT 〜最大の抗争〜 外伝 織田征仁 1,2（2019年）全2作 - 天道会 ヨシムラ
- KYOTO BLACK 紅い女（2019年） - 幻斎（大浄斎 宗師）
- GOKU・OH 極王1（2019年） - 義仁会会長 岩谷正志
- 日本極道戦争1,2（2019年） - 三代目神征会若頭補佐 堂本組組長 堂本勇司
- キングダム 〜首領になった男〜3,4（2019年,2020年） - 中林一家総長 前村宗太郎
- 日本統一外伝 田村悠人（2021年）‐ 二代目丸神会理事長二代目水神会会長 沖田学
- 鋼鉄はいかに輝くか（2023年） - 主演・イシガミ（製薬会社の営業）

### 舞台
劇団夜想会の公演に多く出演している。
- メアリー・スチュアート（1991年、新宿シアターモリエール）
- 三人姉妹（1993年、シアターサンモール）
- 合い縁奇縁くされ縁（1994年、三越劇場）
- カッコーの巣の上を（1994年、シアターサンモール / 1999年、紀伊國屋ホール）
- 奇跡の人（1994年、シアターサンモール）
- はつかねずみと人間（1996年、シアターVアカサカ）
- 同期の桜（1997年、紀伊國屋サザンシアター）
- ハムレット（1998年、紀伊國屋サザンシアター）
- BASARA（2012年、全労済ホールスペース・ゼロ） - 錵山

### CM
- カプコン「ストリートファイターIIターボ」 - ベガ
- ツムラ「バスクリン」
- 立山酒造
- 韓国モトローラ
- 明星食品「一平ちゃん」